# Храм Святого Григория Просветителя (Гянджа)
Храм Святого Григория Просветителя (арм. Գանձակի Սուրբ Գրիգոր Լուսավորիչ եկեղեցի) — храм Армянской апостольской церкви в историческом армянском квартале города Гянджи.

## Архитектура
Как свидетельствует этнограф и археолог епископ Макар Бархударянц в конце XIX века, храм имеет высокие стены с четырьмя колоннами, большие двери и окна. По свидетельству епископа Макара Бархударянца, напоминает армянский Собор Святого Иакова в Иерусалиме. Церковь имеет три входа — с южной, северной и западной сторон, но лишь один небольшой притвор. Длина собора 30,5 м, ширина — 19,7 м.
На южной колонне церкви имеется надпись: 
Поставлена колонная эта на средства Керовба Тер-Мартиросянца в память о родителях его в год в 1857
епископ Макар Бархударянц
Храм был окружён стеной, сложенной из тёсаных камней. На замковом камне арки южных ворот стены мастер вырезал цепь и подвешенный к нему крест. Над воротами установлены две каменные фигуры трубящих в рога архангелов. Поверх стены шла металлическая решётка.

## История
Храм заложен 14 сентября 1853 года, освящён 9 ноября 1869 года предводителем Грузии и Иерети архиепископом Макаром.
По свидетельству Бархударянца, ко времени посещения им храма, то есть на конец XIX века, в церкви было пять священников. Там хранилось рукописное Евангелие, в котором была следующая запись:
Переписал святое Евангелие сие в год Армянский 1117 (1668), в правление трижды блаженного архипастыря Дома Агванского, Его святейшим троном Спасителя отца Ованниса, в царствование Персидского шаха Аббаса Младшего, в ханство Угурлу хана и в правление краем сиятельного и добродетельного мелика Симавона. Переписано ничтожным Ованесом в стране Гянджа, в селе, что называется Арцанкист, в монастыре святом Млзнаберд, аминь.

## Школа
При храме в конце XIX века действовала общая приходская школа, в которой училось 90 мальчиков и 94 девочки.

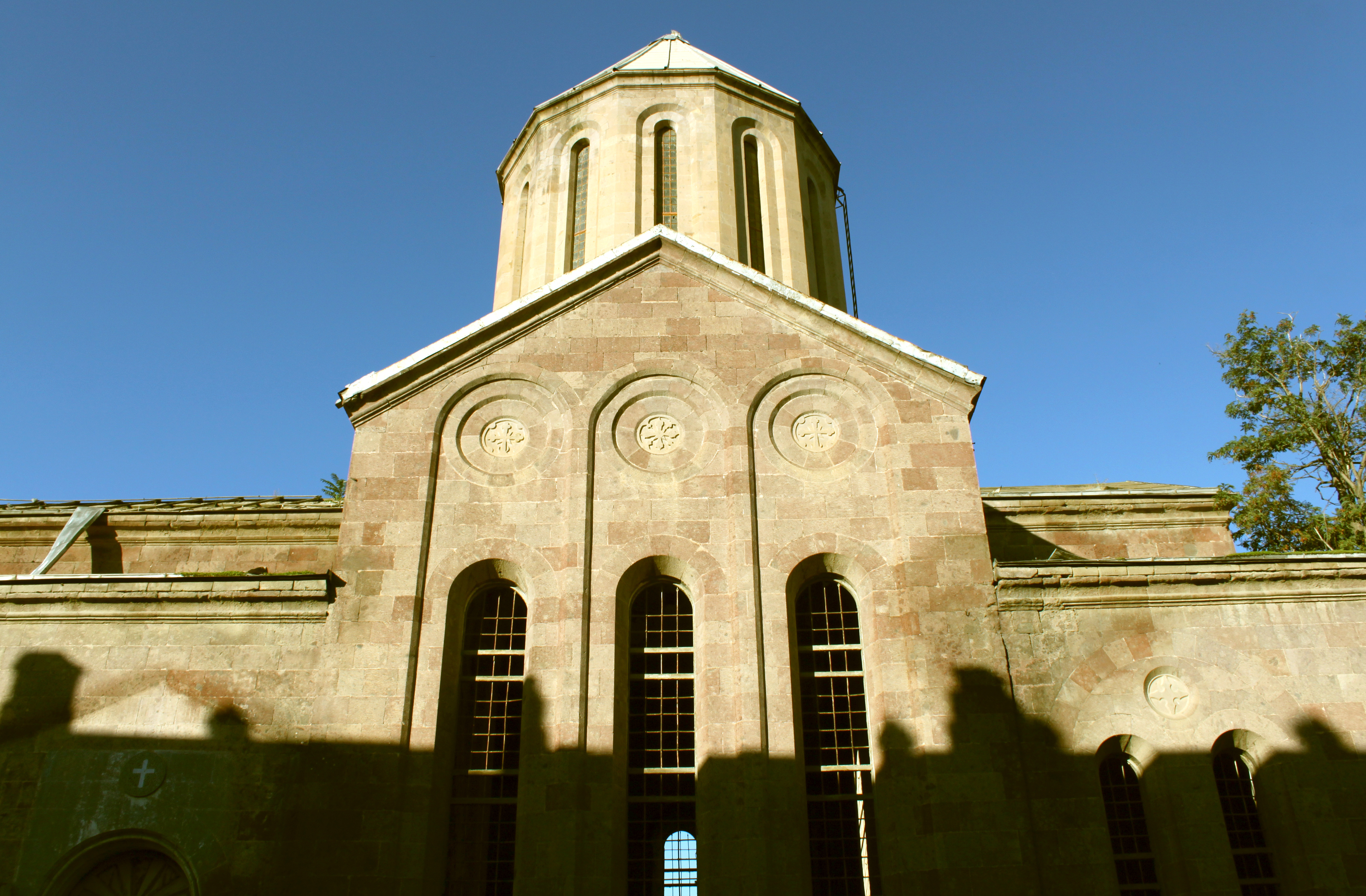
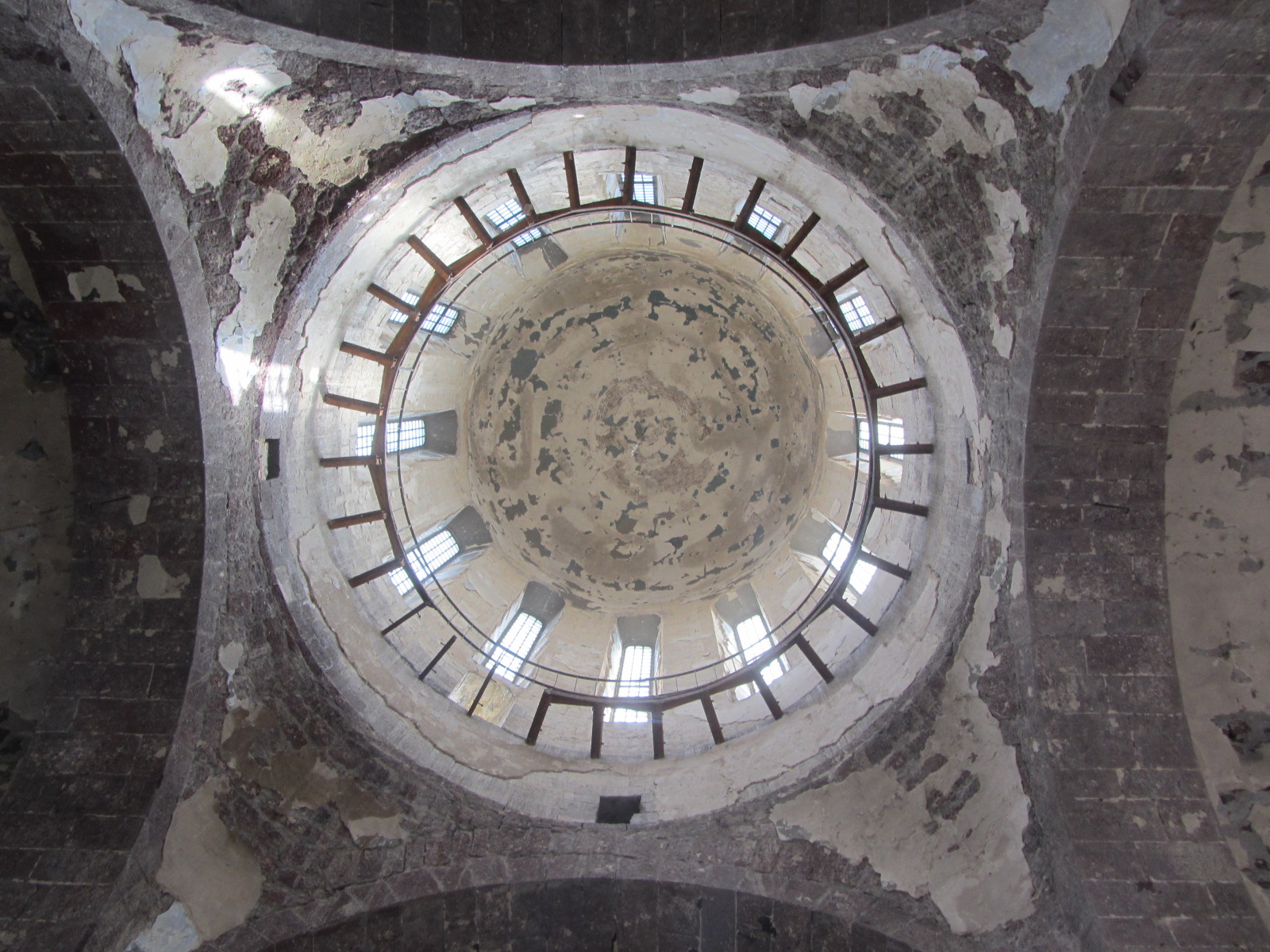
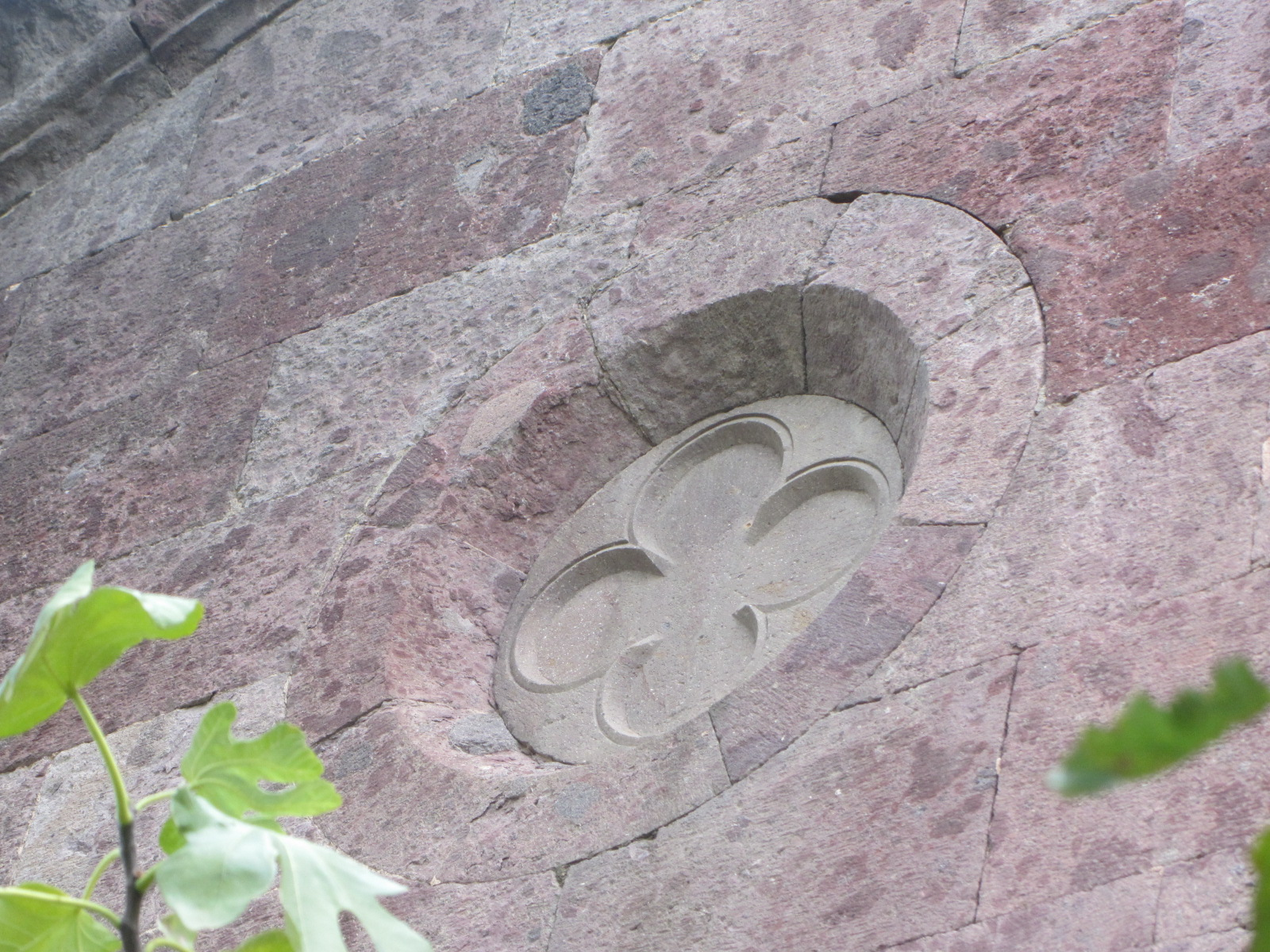
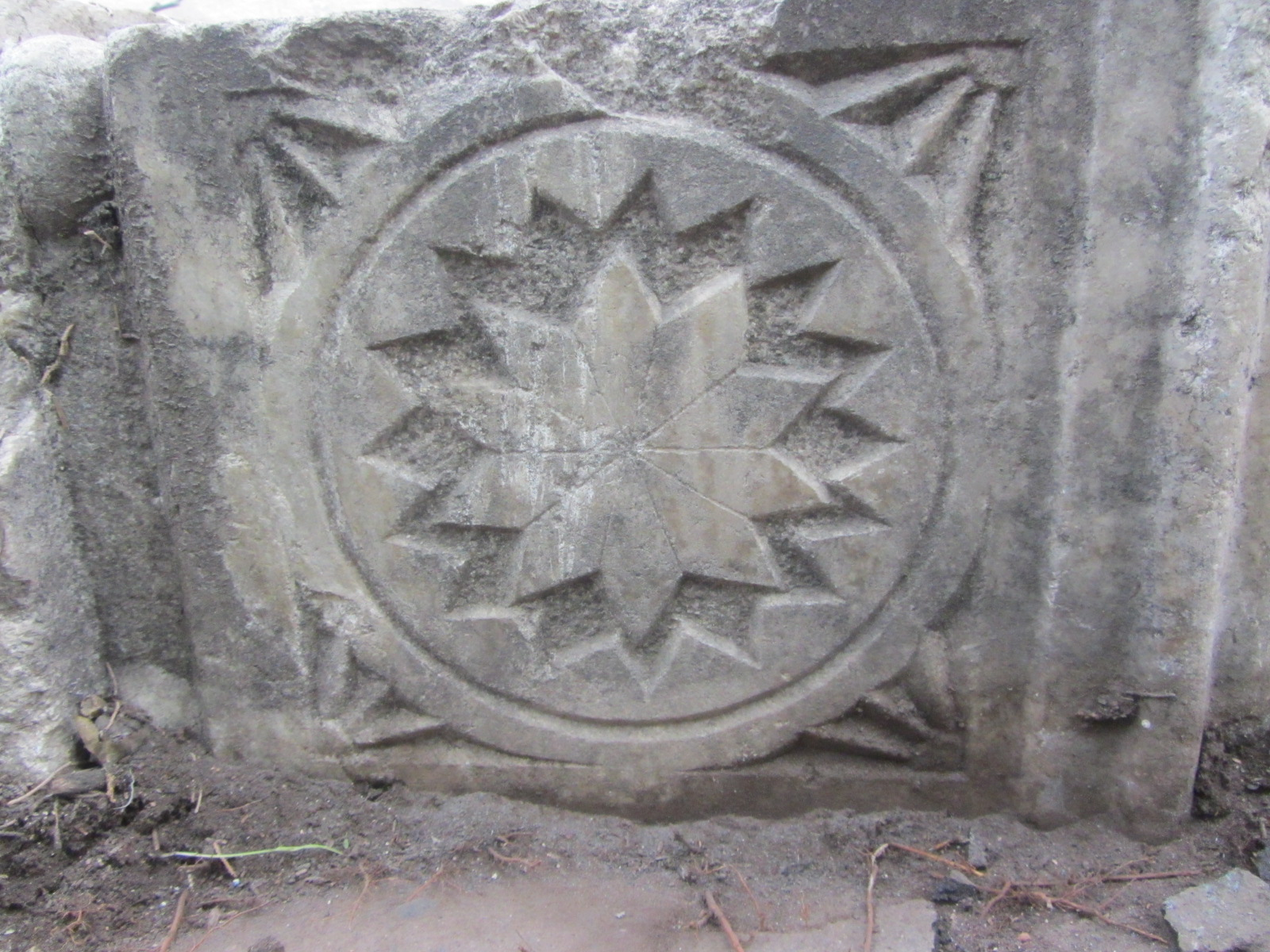